# Kakushintō
El Kakushintō (japonés: 革新党, "Partido Reformista") fue un partido político en Japón.

## Historia
El partido fue fundado el 3 de junio de 1927 por un grupo de miembros de la Dieta Nacional del Club Shinsei, todos los cuales habían sido miembros del Club Kakushin. Nominó a 15 candidatos para las elecciones generales de 1928, ganando tres escaños. En abril, uno de sus miembros, Ichirō Kiyose, abandonó el partido después de ser nombrado Vicepresidente de la Cámara de Representantes. Ganó tres escaños nuevamente en las elecciones de 1930, pero se redujo a dos escaños en las elecciones de febrero de 1932. Posteriormente se disolvió el 25 de julio de ese año.